# Église Saint-Pierre de Taillet
Pour les articles homonymes, voir église Saint-Pierre.
L'église Saint-Pierre de Taillet (ou église Saint-Valentin) est une église romane située à Taillet, dans le département français des Pyrénées-Orientales.